# Провулок Футуристів
Провулок Футуристів — коротка (235 метрів) вулиця в Одесі, в історичному районі міста, від Гаванної до Преображенської вулиці.

## Історія
Раніше був названий на честь російського радянського поета та пропагандиста Володимира Маяковського (1940), колишній Малий провулок (під такою назвою існував приблизно з 1875 року).
Відомий з середини 1830-х років, початкова назва — Казармений, оскільки першими будівлями на вулиці були військові казарми. Пізніше, приблизно з 1840 року, з'являється і інша назва — Римський, тому що розташовувалася поруч, на Преображенській вулиці, відома кондитерська «Римська».
У період румунської окупації носив назву Малий.
27 вересня 2023 року, після консультацій з громадськістю, рішенням Одеської міської ради було перейменовано в провулок Футуристів.

## Пам'ятки

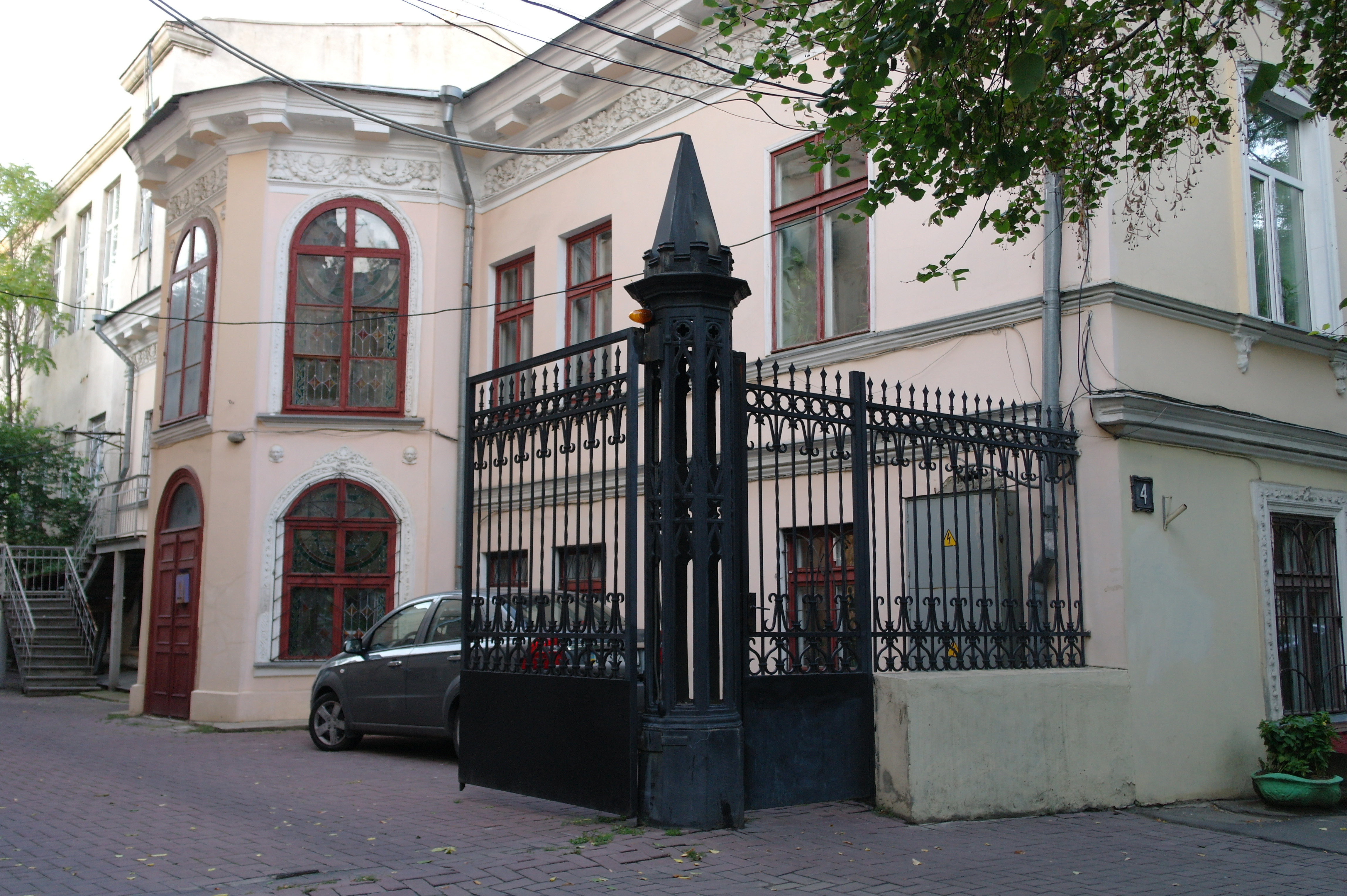
Маєток Абомеліка

- Будинок № 4 — Особняк Абомеліка[1]
- Будинок № 9 — Житловий будинок Радторгфлоту[2]

## Відомі мешканці

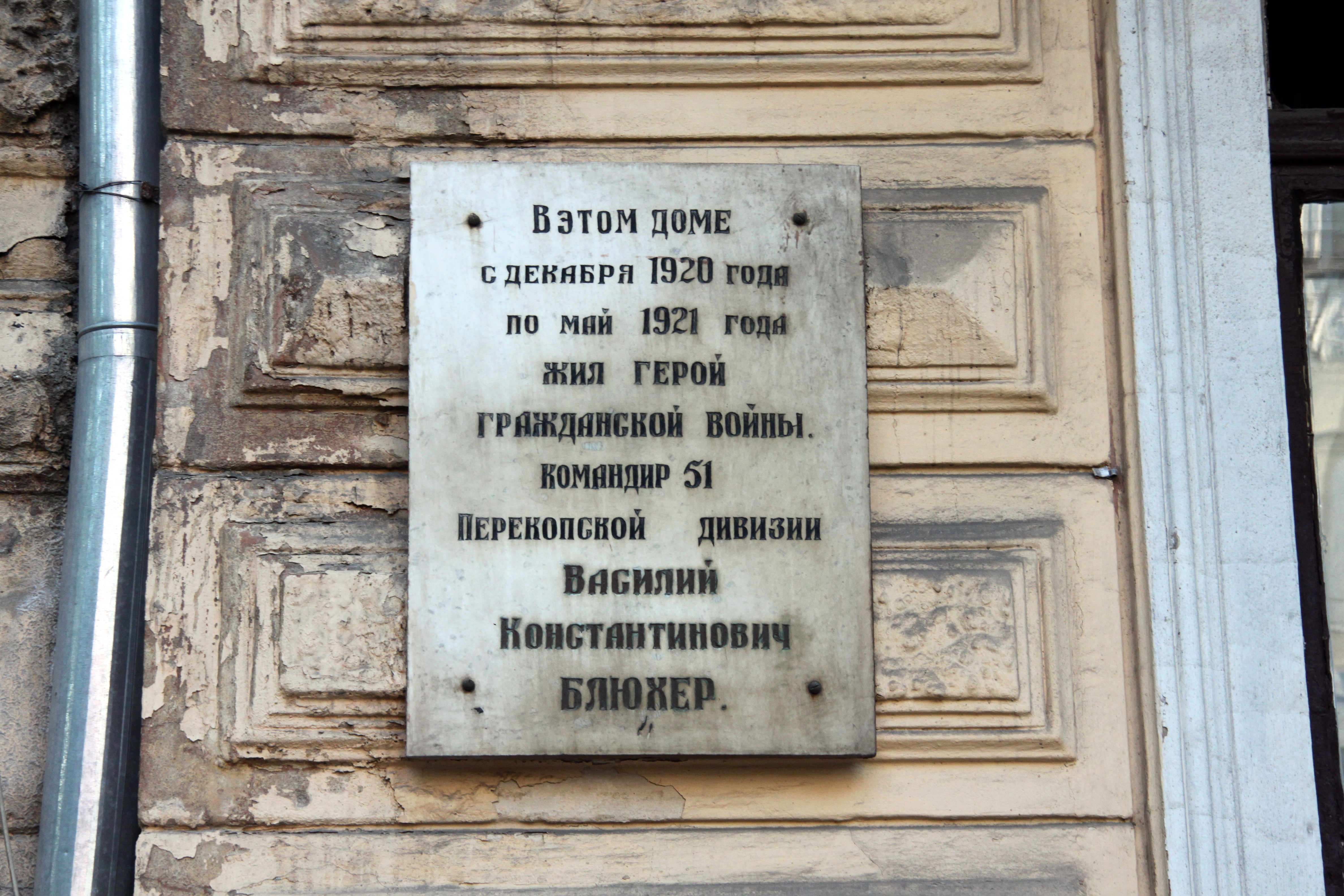
Меморіальна дошка Блюхеру

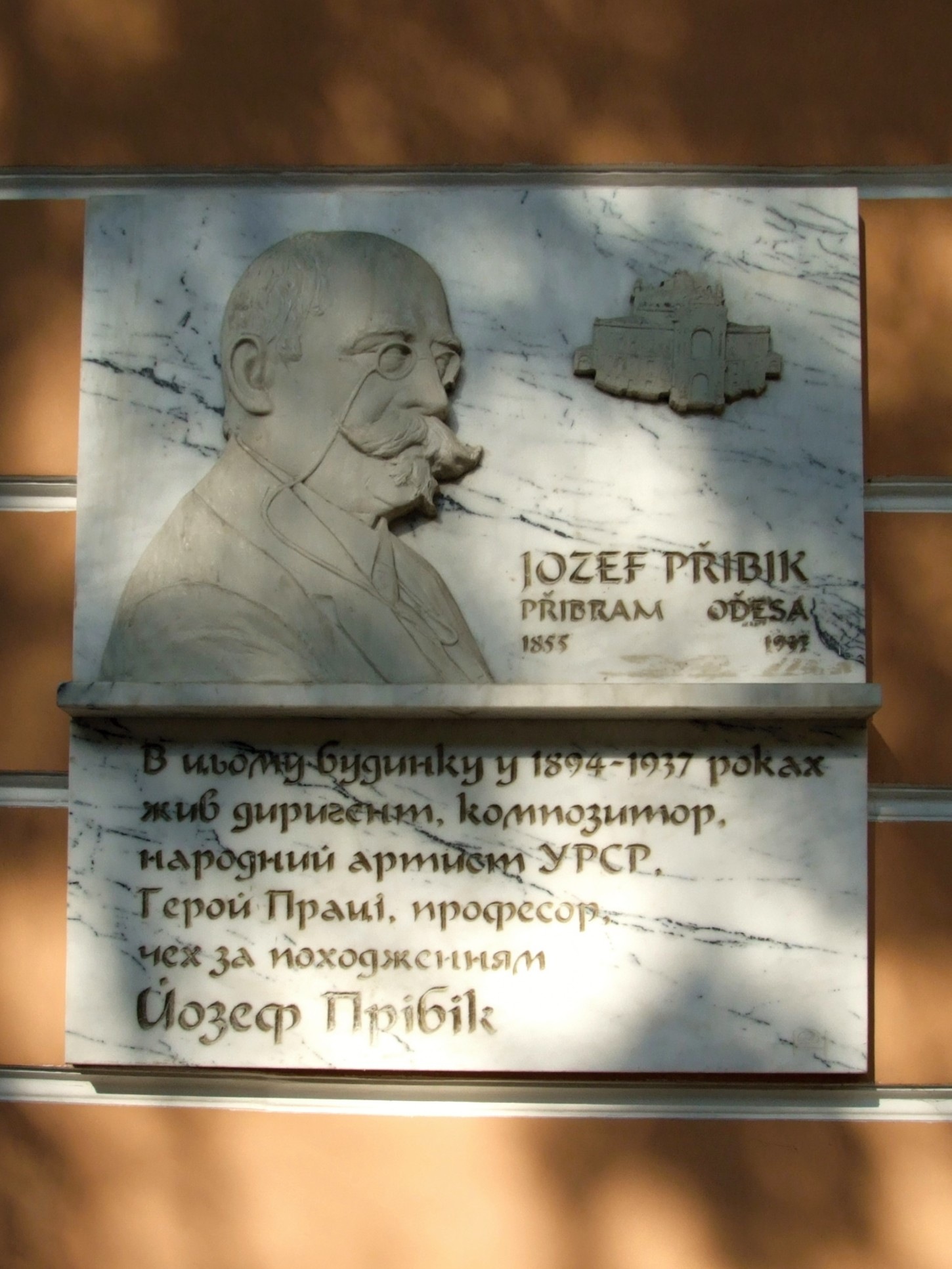
Меморіальна дошка Й. Прібіку

- Будинок № 3 — в майбутньому видатний сіоніст Володимир Жаботинський
- Будинок № 4 — командир 51-ї Перекопської дивізії В. К. Блюхер (меморіальна дошка).
- Будинок № 6 — народний артист УРСР, композитор, диригент Йозеф Прібік (меморіальна дошка)[3].